# Bartholomäus Ignaz Weiß

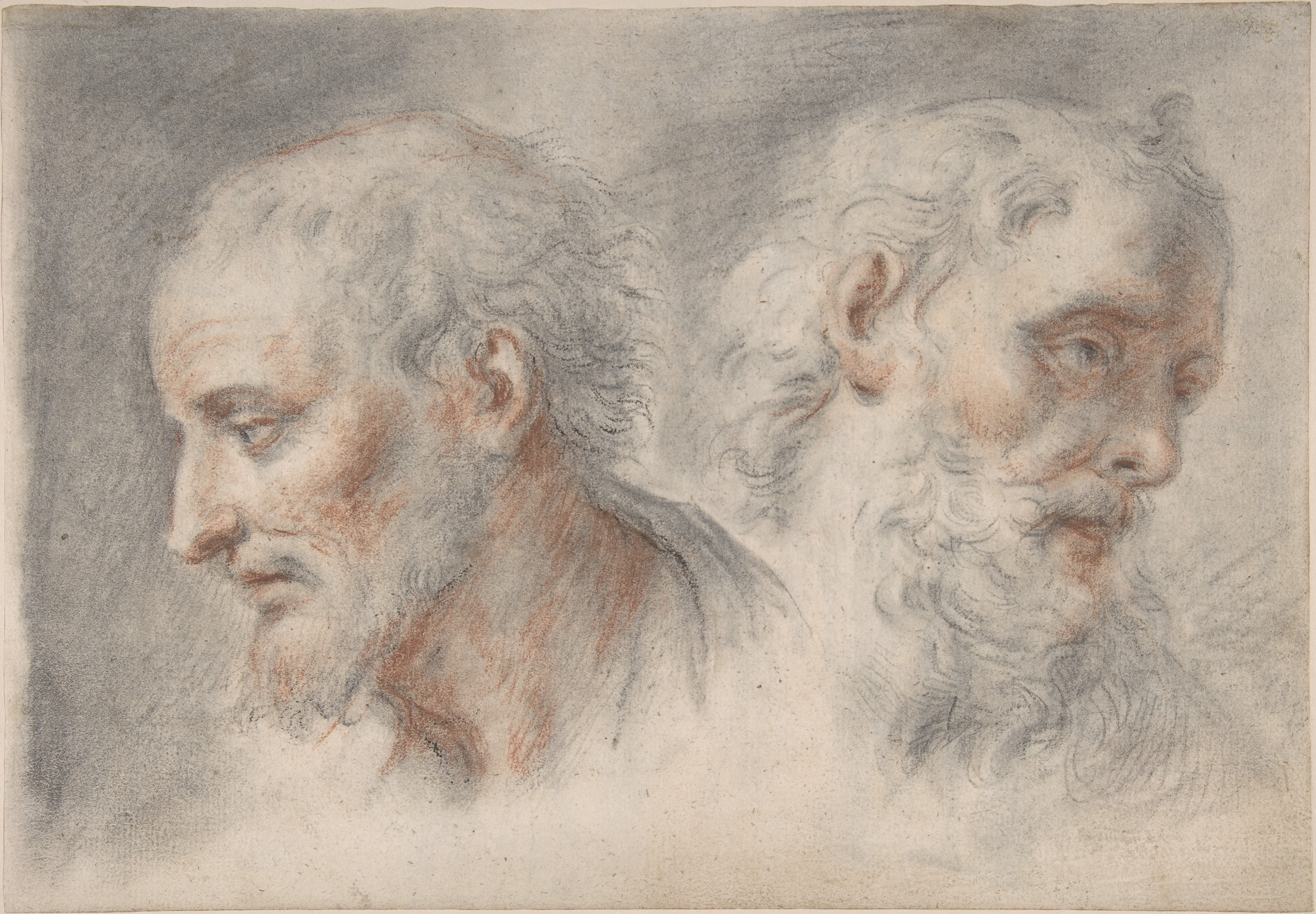
Zwei bärtige Männer

Bartholomäus Ignaz Weiß (* 1730 in München; † 26. Dezember 1814 ebenda) war ein Münchener Maler und Radierer.

## Leben
Weiß war der Sohn des Malers Franz Josef Weiß. Er wurde vom Vater zum Maler ausgebildet, setzte seine Lehre durch das Studium der Werke in den Galerien in München und in der Schlossanlage Schleißheim fort und studierte auch die Originalzeichnungen des Malers Andreas Wolff. 1770 wurde er Mitglied der eben errichteten Königlichen Akademie der Künste in München. Einige Jahre später wurde er zum Hofminiaturmaler ernannt. Er schuf die Bildnisse des Kurfürsten Maximilian III. Joseph und seiner Gemahlin, der Kurfürsten Karl Theodor und Maximilian Josef IV., sowie anderer Mitglieder des bayrischen Hofes. Neben den Miniaturbildern schuf er auch Ölgemälde und Radierungen, zum Teil nach eigenen Kompositionen, zum Teil nach Vorlagen berühmter Meister.